# Hmong

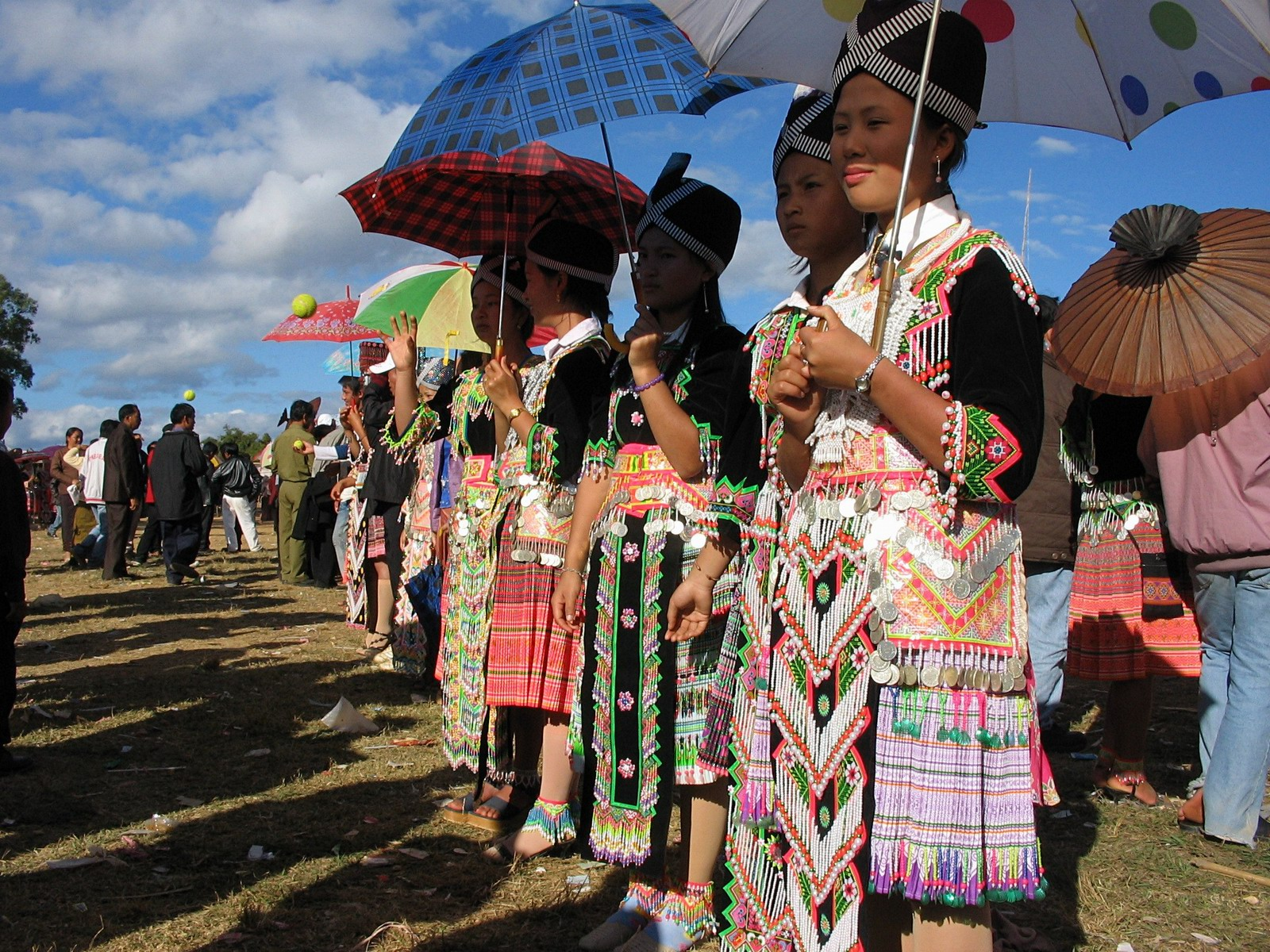
Laos: Heiratsfähige Hmong-Frauen in Phonsavan beim traditionellen Ballspiel mit potentiellen Ehemännern.

Die Hmong (vietnamesisch Mẹo) sind ein indigenes Volk Ost- und Südostasiens. Sie leben in den bewaldeten Berggebieten des südlichen China (Provinzen Guizhou, Sichuan, Yunnan und das Autonome Gebiet Guangxi), in Laos, Vietnam und Thailand. In China sind sie der übergreifenden Miao-Nationalität zugeordnet, die über 15 Millionen Menschen zählt.
In den 1960er und 1970er Jahren rekrutierte die CIA in Laos Hmong-Truppen für einen geheimen Krieg, um sie gegen die prokommunistischen Pathet Lao und später gegen die Truppen der nordvietnamesischen Volksarmee und der südvietnamesischen FNL („Vietcong“) einzusetzen. Als die Pathet Lao die Regierung in Laos übernahmen, flohen tausende Hmong in die USA und nach Thailand, wo sie um politisches Asyl baten. 2004 haben die USA ein Umsiedlungsprojekt in Angriff genommen, wodurch die meisten der staatenlosen Flüchtlinge binnen zwei Jahren in die USA überführt werden sollten, vorwiegend nach Fresno und Merced (Kalifornien) sowie St. Paul (Minnesota).

## Geschichte

### Wurzeln
Die Geschichte der Hmong wird aus mündlichen Überlieferungen, d. h. vor allem aus Mythen und Sagen abgeleitet. Darüber hinaus gibt es seit etwa 2000 Jahren reichhaltige schriftliche Aufzeichnungen über die Hmong in den chinesischen Chroniken und Geschichtsbüchern. Eigene schriftliche Überlieferungen sind erst seit dem 17. Jahrhundert vorhanden, als europäische Missionare ihre Arbeit in China aufnahmen. Die ethnischen Wurzeln der Hmong gehen vermutlich 4000 Jahre zurück und befinden sich im Zentralen China.

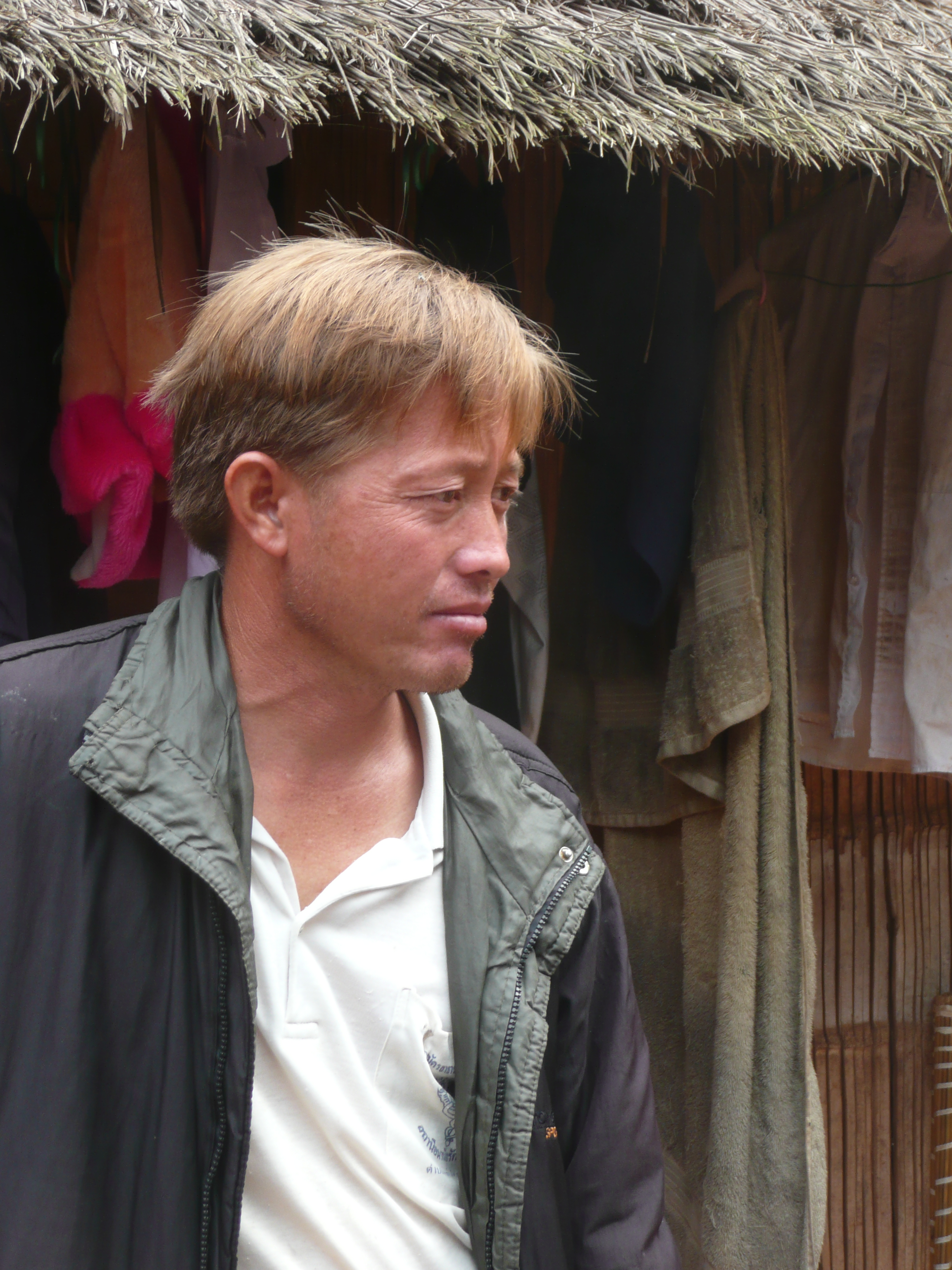
Ein hellhaariger Hmong-Mann

Die hauptsächlich befürwortete Ansicht ist, dass die Hmong ihren Ursprung im Bereich des Gelben Flusses in China haben. Sie lebten dort in einigem Abstand mit den Han-Chinesen. Linguistische Erkenntnisse vermuten ihren Ursprung im südlich zentralen China.
Manche Wissenschaftler glaubten früher, dass sie ursprünglich aus der westlichen Mongolei bis ans Gelbe Meer und ins Einzugsgebiet des Huang He wanderten. Als Beweis für diese widerlegte Theorie wurde die helle Haarfarbe einiger Hmong angesehen, was unter ostasiatischen Menschen sonst nur bei manchen Kasachen und einigen sibirischen Völkern vorkommt und auf einen anderweitigen genetischen Einfluss hinweisen könnte. Da aber großteils keine genetische Verbindung zwischen Zentralasiaten und Hmong besteht, handelt es sich wahrscheinlich um eine unabhängig entstandene genetische Mutation, ähnlich dem Vorkommen blonden oder braunen Haares bei Filipinos, Indonesiern und bei Melanesischen Völkern Papua-Neuguineas. Genetisch sind die Hmong nahezu identisch mit anderen Völkern Ost- und Südostasiens.
Weiter heißt es, dass sie sich mit den Han-Chinesen an diesen Orten niederließen und beide ethnische Gruppen später über einige Jahrtausende miteinander koexistierten. Während die Han-Chinesen einen expandierenden Agrarstaat errichteten, wurden die Hmong (Miao) von der schnell wachsenden han-chinesischen Bevölkerung immer weiter nach Süden und in die Berggebiete zurückgedrängt. So wurden sie zu einer ethnischen Minderheit Chinas. Besonders während der mandschurischen Qing-Dynastie (1644–1911) kam es immer wieder zu Aufständen der Miao, die blutig niedergeschlagen wurden. Erst mit Gründung der Volksrepublik China erlangten die Miao eine gleichberechtigte Stellung in der chinesischen Gesellschaft.
Heutzutage sind die Hmong eine der zerstreutesten Bevölkerungsgruppen weltweit. Sie leben vor allem in China, Vietnam, Laos und Thailand. Sie wanderten aber auch in die USA, nach Kanada, Australien und Europa aus.

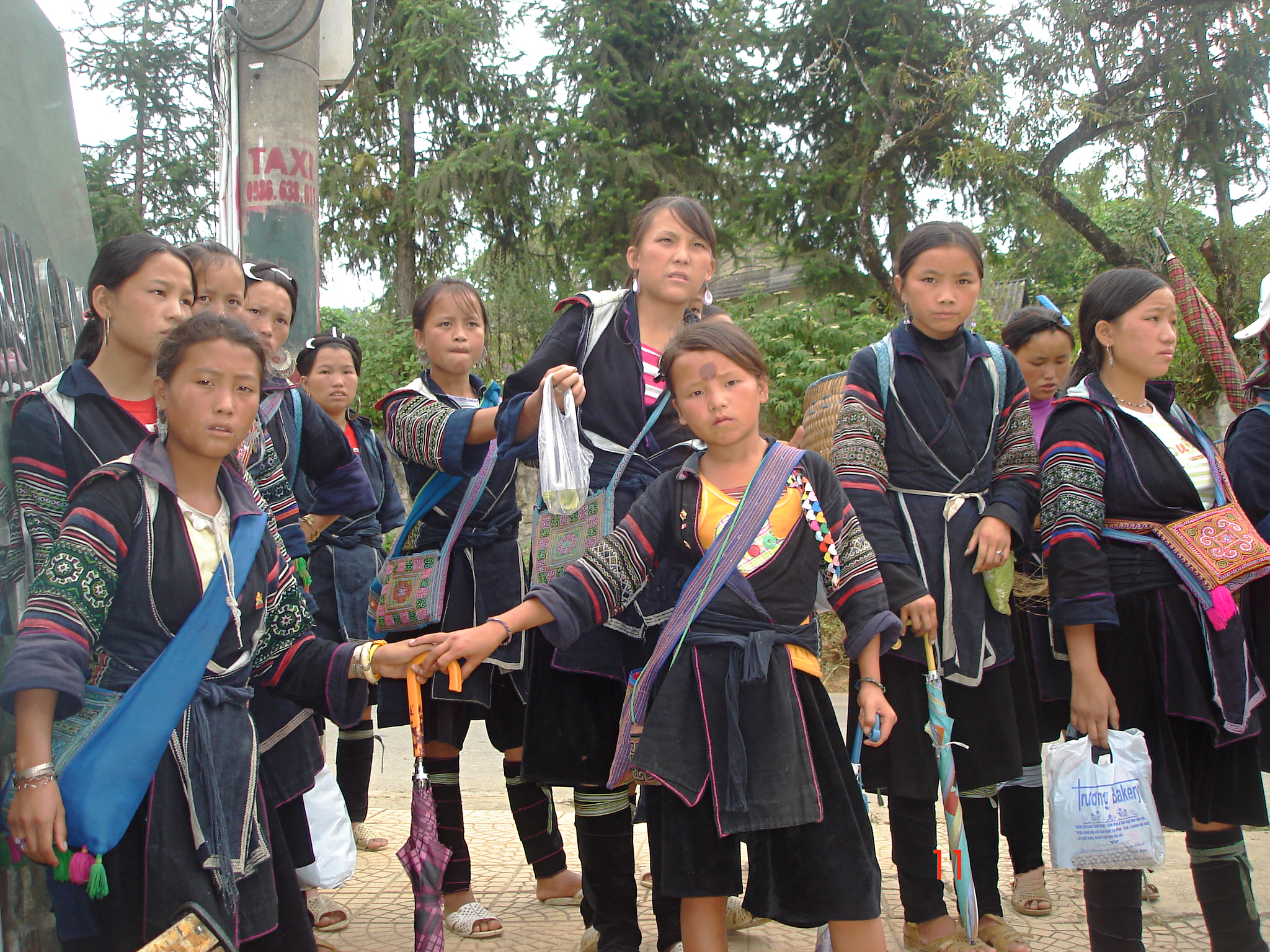
Schwarze Hmong in Sa Pa (Nordvietnam)

Je nachdem, auf welches Territorium man sich bezieht, dienen die Namen „Hmung“, „Hmu“, „Meo“ oder „Meau“ als Synonym für „Miao“ und „Hmong“. Viele Hmong außerhalb Chinas bevorzugen Varianten von „Hmong“ als Eigenbezeichnung. Einige glauben, dass „Miao“ im Chinesischen „Barbaren“ bedeute. Tatsächlich war „Miao“ vor Gründung der Volksrepublik China eine Sammelbezeichnung für verschiedene Völker Südchinas, unter der auch viele ethnische Gruppen geführt wurden, die sich nicht zu den Miao zählen. Miaozu (苗族), also „Miao-Volk“, hat jedoch nichts mit den chinesischen Begriffen für Barbaren zu tun und würdigt die Miao in keiner Weise herab. Aus diesem Grund ist auch von den Miao Chinas keinerlei Unzufriedenheit mit ihrer Bezeichnung bekannt. Aus der Sicht vieler Hmong außerhalb Chinas bedeutet Hmong „freie Menschen“, was ihren Wunsch nach einem Leben in Freiheit zum Ausdruck bringt. Die tatsächliche Bedeutung des Wortes ist allerdings unklar.
Weltweit sind 70–80 verschiedene Gruppen bekannt, die sich vor allem an der Kleidung beziehungsweise deren Farbe unterscheiden.

### Die Hmong-Königreiche
Bis ins 17. Jahrhundert gab es in den unzugänglichen Bergen des Südens von China mehrere autonome Hmong-Königreiche in den Provinzen Sichuan, Yunnan, Hunan, und Guizhou. Solange die Hmong-Herrscher Peking Tribut entrichteten, konnten sie autonom regieren. Erst während der Qing-Dynastie versuchte Peking, die Gebiete unter direkte Kontrolle zu stellen. Jedes dieser kleinen Königreiche wurde von einem Hmong-Clan regiert und die Mitglieder hatten auch denselben Nachnamen. Peking vergab den Führern klangvolle Namen und Titel, anstatt sie zu bekämpfen. Das Gebiet der Hmong wurde von China als nicht strategisch wichtig angesehen. Deswegen wurden neue Königreiche gegründet, welche die Einheit der Hmong zerstören sollten, anstatt sie militärisch zu unterdrücken. Die Qing-Dynastie beendete diese indirekte Form der Verwaltung und die Hmong wurden nach Süden in die Berge zurückgedrängt. Gegen rebellierende Clans gingen die chinesischen Herrscher mit großer Härte und Gewalt vor. 
Einige Hmong-Führer flüchteten nach Nordvietnam in das Delta des Roten Flusses (Tonkin), wurden aber von den Vietnamesen in die Berge zurückgedrängt. Es kam zu Schlachten zwischen den Vietnamesen und den anstürmenden Hmong. Der Clan der Ly, welcher ursprünglich aus der chinesischen Provinz Sichuan kam, zog sich 1856 in die Berge westlich von Dien Bien Phu im Grenzgebiet zwischen Laos und Vietnam zurück. Ihr Führer Ly Nhiavu führte die Clanmitglieder in einem einjährigen Marsch in die kaum bevölkerten Berge des Distriktes Nong Het der Provinz Xieng Khouang in Laos. Die Mitglieder des Clans siedelten in den Bergen und begannen den Brandrodungsfeldbau. Auch trafen sie auf weitere Hmong-Clans der Mua und Lo, welche bereits vor ihnen aus China geflüchtet waren. Nachdem sich in China herumgesprochen hatte, dass die Hmong in dieser Gegend siedeln konnten, flüchteten weitere Hmong-Clans nach Laos.

### Opium (1893–1944)
Nachdem die Franzosen 1893 die Vorherrschaft Siams über das heutige Gebiet von Laos gebrochen hatten, führten sie Expeditionen zu den Hmong-Siedlungen durch. Sie forderten von den Clans eine Erhöhung der Produktion von Opium und einen Exklusivverkauf an das französische Opiummonopol. Die Clanführer wurden in diese Entscheidung nicht eingebunden und wehrten sich. Die Führer des Clans der Lo beschlossen daraufhin, die Provinzhauptstadt von Xieng Khouang mit gleichem Namen anzugreifen. Aber sie hatten mit ihren veralteten Waffen gegen die Kolonialarmee der Franzosen keine Chance und mussten sich zurückziehen. Aber die Franzosen beschlossen trotz ihres Sieges, in Zukunft nur noch indirekt aufzutreten und die Clanführer in das Geschäft mit Opium einzubinden und diese entscheiden zu lassen, wie viel sie produzierten, ob und an wen sie verkauften. Erst nach Beginn des Zweiten Weltkriegs versuchten die Franzosen wieder, direkt Einfluss auf die Opiumgewinnung zu nehmen und die Hmong zu höherer Produktion zu zwingen. Vor dem Krieg bezog das französische Opiummonopol das Rohmaterial primär aus Indien und China. Das Opiummonopol stellte eine große finanzielle Quelle für die französischen Kolonien dar. Für die durch den Krieg ausfallenden Opiumimporte benötigte es Ersatz. 
Männer wie Ly Foung und sein Sohn Touby Ly Foung vom Ly-Clan kooperierten mit den Franzosen, obwohl sie nicht zur ursprünglichen Führung des Clans um Ly Nhiavu gehörten. Die Familie von Ly Foung war erst 1865 aus der chinesischen Provinz Yunnan nach Xieng Khouang in Laos gekommen und gründete ein eigenes Dorf, da die Familie nicht in den Clan um Ly Nhiavu aus Sichuan aufgenommen wurde. Die Familie um Ly Foung wurde mit der Zeit aber immer mächtiger. Touby Ly Foung wurde als einziger Hmong in die Führung des Opiummonopols aufgenommen. Er erhöhte die Steuer pro Familie von 3 auf 8 Silberpiaster pro Jahr für seinen Clan, erlaubte aber, dass die Steuer mit 3 Kilogramm Opium entrichtet werden konnte. Die meisten Hmong-Familien produzierten ein Kilogramm Opium pro Jahr. Da sie das Geld für die Steuer nicht hatten, musste die Produktion erhöht werden. Ein Opiumboom brach im Distrikt Nong Het aus. Der Distrikt wurde über Nacht zu einem der größten Opiumanbaugebiete in Asien. Nach diesem Erfolg wurde diese Strategie auch auf weitere Distrikte in Laos übernommen. Die Hmong wurde quasi gezwungen, Opium anzubauen und ihre Selbstversorgungslandwirtschaft zu reduzieren.
Im Nordwesten von Vietnam verlief die Geschichte etwas anders. Das Gebiet wurde von Fürstentümern der Tai dominiert. Die Franzosen heuerten die Fürsten an, um mit den Hmong Geschäfte zu machen, und versuchten nicht direkt die Hmong zur Opiumproduktion zu zwingen. Die Taifürstentümer setzten die Hmong unter Druck und die Hmong-Gemeinden mussten 1940 fünf Tonnen Opium an die Tai liefern, welche sie an die Raffinerien des Opiummonopols in Saigon weiterverkauften. Viele Hmong akzeptierten diesen Druck nicht, mussten doch ihre wenigen, guten Anbauflächen für die Produktion von Opium verwendet werden. Zudem diktierten die Tai die Preise und zahlten einen Bruchteil des tatsächlichen Wertes des Opiums. Viele schlossen sich den Việt Minh an und dienten später in der Schlacht um Điện Biên Phủ. Aber auch viele Hmong in Laos, welche mit der Führung von Touby Ly Foung nicht einverstanden waren, schlossen sich der mit den Việt Minh verbündeten Befreiungsbewegung Pathet Lao an.

### Hilfe für Frankreich (1945)
Nachdem sich die Japaner im August 1945 aus Laos zurückzogen, wurden große Teile des Nordostens und auch Xieng Khouang von vietnamesischen und laotischen Nationalisten überrannt. Bereits in den Monaten davor hatten Hmong um Touby Ly Foung den Franzosen geholfen, geheime Militärstützpunkte zu errichten. Lange Zeit hatten die Japaner es Frankreich erlaubt, die bestehende Kolonialverwaltung weiter zu betreiben, und sich aus der internen Verwaltung des Landes herausgehalten. Erst nach der Niederlage Vichy-Frankreichs wurde die französische Verwaltung 1945 entmachtet und die französischen Truppen verhaftet. Frankreich reagierte mit dem Absprung von Fallschirmjägern, welche von den Hmong um Touby Ly Foung versteckt und versorgt wurden. Am 3. September 1945 konnten die französischen Fallschirmjäger mit Hilfe der Hmong die Hauptstadt der Provinz Xieng Khouang zurückerobern.

### Erster Indochinakrieg (1946–1954) und Laotischer Bürgerkrieg
Bereits die zurückkehrenden französischen Kolonialherren begannen unter den Hmong mit der Rekrutierung von Söldnergruppen. Betrieben wurde dies von einer speziell zu diesem Zweck gegründeten Geheimdiensteinheit, dem Groupement de Commandos Mixtes Aéroportés (GCMA; im englischen Sprachgebrauch „MACG“ genannt). Zur Zeit der Indochinakonferenz 1954 standen 40.000 einheimische Bewaffnete unter dem Kommando von rund 400 französischen Offizieren. Die Aktion, ausdrücklich von General Raoul Salan genehmigt, finanzierte sich aus dem Verkauf des von den Hmong angebauten Opiums, das unter strengster Geheimhaltung (Operation X) zunächst von der französischen Luftwaffe abtransportiert wurde.
Aber nicht alle Clans oder Dörfer der Hmong kämpften für Frankreich und später für die CIA. Die Mehrheit der Hmong-Clans in der nordvietnamesischen Provinz Điện Biên Phủ kämpften 1954 auf Seiten der Việt Minh oder dienten ihnen als Träger und Kundschafter. Es waren die ortskundigen Hmong, die es General Võ Nguyên Giáp ermöglichten, seine Artillerie in den Bergen um die Stadt Điện Biên Phủ geschickt zu positionieren. Die Pflicht, anstelle Lebensmittel Opium anbauen zu müssen, hatte die Hmong in die Arme der Việt Minh getrieben. Oder sie fühlten sich von den Tai-Fürsten übergangen und betrogen. Die Tai unter der Führung von Đèo Văn Long kauften das Opium für ein Zehntel des Schwarzmarktwertes in Hanoi auf. 
Die französische Kolonialmacht hatte 1946 beschlossen, drei Provinzen im Nordwesten aus dem Protektorat Tonkin (Nordvietnam) auszugliedern und als „Tai-Föderation“ zu einer separaten Körperschaft innerhalb Französisch-Indochinas zu erklären. Neben 125.000 Tai lebten 50.000 Hmong in diesem neuen autonomen Gebiet. Die Franzosen setzten Đèo Văn Long, einen Frankreich-treuen Fürsten der Weißen Tai (Tai Don), als Verwalter über das Gebiet ein, obwohl die Mehrheit aus Schwarzen Tai (Tai Dam) bestand. Đer Fürst verfügte über drei Bataillone der Tai-Föderation, welche von Frankreich ausgebildet und ausgerüstet worden waren. Đèo Văn Long zwang die Hmong, Opium anzubauen und ihm billigst zu verkaufen. Er wurde sehr reich und begann, die Hmong und die Schwarzen Tai in der autonomen Region zu unterdrücken. Aus diesem Grund liefen die Hmong, aber auch die Schwarzen Tai, zu den Việt Minh über.
Auch die Pathet Lao stellten Bataillone von Hmong-Kämpfern auf. Auch hier wurde das Opium zum Hauptargument. Nicht alle Clans waren willig und fähig, das geforderte Opium zu liefern, und viele ihrer Mitglieder hatten sich verschuldet, um die Steuern bezahlen zu können, welche die Franzosen ihnen aufgezwungen hatten. Da die Hmong im Gegensatz zu den Tiefland-Laoten (Lao Loum) als „geborene Kämpfer“ galten, bemühten sich alle Seiten des laotischen Bürgerkrieges um sie.
Einige Mitglieder des Zentralkomitees der Laotischen Patriotischen Front (laotisch ແນວລາວຮັກຊາດ, Nǣo lāo hak sāt) waren Hmong (zum Beispiel Lo Faydang, Lo Nhia Fu, Lo Fu Bablia, Lao Phong, Phiahom Sombat). Diese Frontorganisation der Laotischen Revolutionäre Volkspartei und der Pathet Lao war an mehreren Koalitionsregierungen in Vientiane beteiligt.

### CIA-finanzierte Hmong-Guerilla in Laos
„Secret War“ werden Kampfhandlungen im Königreich von Laos während des amerikanisch geführten Vietnamkriegs genannt. Zu diesem Zeitpunkt wurde die Neutralität von Laos ausgerufen, was durch mehrere Abkommen mit den Vereinigten Staaten sichergestellt wurde. Daher war es für amerikanische Streitkräfte nicht möglich, offen an den Kampfhandlungen teilzunehmen, als Truppen der Demokratischen Republik Vietnam Operationen in Laos begannen. Daraus ergab sich, dass die amerikanische Central Intelligence Agency (CIA) ebenfalls, ohne das Wissen der Öffentlichkeit, in diesem Gebiet zu operieren begann. Dies diente dazu, öffentlicher Kritik auszuweichen und offiziell die Neutralität von Laos zu wahren. Daher bekam dieser Krieg den Namen „Secret War“. Zur Finanzierung wurde von den lokalen Potentaten weiterhin auf den illegalen Opiumexport gesetzt; zu Transportzwecken dienten nun private Charterfluggesellschaften, die kollektiv als Air Opium bekannt sind.
1961 bildete die CIA rund 9.000 Hmong unter Führung von General Vang Pao zu Guerillakämpfern gegen die prokommunistischen Pathet Lao und die in Laos intervenierenden Truppen Nordvietnams aus, da jene mit dem Territorium vertraut waren.
Als die Kampfhandlungen 1963 außer Kontrolle zu geraten drohten, rekrutierte Vang Paos Geheimarmee weitere 20.000 Hmong. Auf ihrem Höhepunkt hatte Vang Paos Rebellentruppe eine Stärke von 30.000 Mann. Im Jahre 1964 nahmen Hmong an einem Luftkrieg teil, was allerdings nur durch die Unterstützung der CIA möglich war. Die Verluste der Truppen der Hmong in Vietnam sind im Vergleich mit den amerikanischen Truppen um das Zehnfache höher. Das ist darauf zurückzuführen, dass immer wieder Hmong-Soldaten geopfert wurden, um mit Flugzeugen abgestürzte amerikanische Soldaten zu retten.
Die Kämpfe waren für die personell und technisch unterlegenen Hmong-Rebellen äußerst verlustreich, etwa 35.000 Kämpfer fielen. Die Lücken versuchte Vang Pao zunehmend mit Kindersoldaten zu füllen. 1968 schätzte der für Nordlaos zuständige Programmdirektor der US-Entwicklungshilfsorganisation USAID, Pop Buell, dass Vang Paos Kämpfer zu 30 Prozent 14-jährig oder jünger seien (einige sogar erst 10), zu 30 Prozent 15 oder 16 und zu 30 Prozent älter als 35 Jahre. Die Männer der dazwischenliegenden Altersgruppe seien „alle tot“. Dadurch gab es fast keine Männer im heiratsfähigen Alter, die Familien gründen oder die Reisfelder bestellen konnten. Die Hmong-Dörfer waren dadurch sehr abhängig von amerikanischen Nahrungsmittelhilfen, die wiederum von Vang Pao verwaltet wurden. Er konnte so Dörfer unter Druck setzen, dass sie von Nahrungslieferungen abgeschnitten würden, wenn sie sich weigerten, ihre jungen Söhne für seine Truppen zur Verfügung zu stellen. Außerdem konnte Vang Pao Dörfer, die sich seinen Forderungen entgegenstellten, gegenüber den US-Streitkräften als Dörfer der Pathet Lao kennzeichnen und sie so amerikanischen Bombenangriffen preisgeben.
Nach verschiedenen Schätzungen starben zwischen 10 % und der Hälfte der zuvor (1960) 300 bis 400 Tausend laotischen Hmong während des Krieges und der nach dem Sieg der Kommunisten erfolgenden Racheaktionen gegen die Volksgruppe, deren Angehörige pauschal als Helfer der Amerikaner abgestempelt wurden. Zu den Toten gehörten neben den Kämpfern der Geheimarmee auch zahlreiche Zivilisten, die Artillerie- und Bombenangriffen sowie Landminen zum Opfer fielen, nach Kriegsende massakriert wurden, an kriegsbedingt verbreiteten Krankheiten oder Hunger starben. Ob auch sowjetische Chemiewaffen (sogenannter „Gelber Regen“ – „Yellow Rain“) gegen die Hmong eingesetzt wurden, wie der US-Außenminister Alexander Haig 1981 behauptete, ist strittig.

### Nach 1975
Tausende Hmong flohen nach dem Ende des Laotischen Bürgerkriegs in die USA, wo sie sich vor allem in den Bundesstaaten Minnesota (namentlich im Großraum Minneapolis-St. Paul) und im Kalifornischen Längstal, etwa im Raum Sacramento und Fresno, ansiedelten. Bei der US-Volkszählung 2010 gaben 260.073 Menschen als ethnischen Hintergrund Hmong an. Das Leben der Hmong-Amerikaner wird unter anderem in Clint Eastwoods Film Gran Torino von 2008 thematisiert.
Am 6. September 1977 trafen die ersten von 2100 Hmong-Flüchtlingen in Französisch-Guyana ein. Sie wurden in den Dörfern Cacao und Javouhey (Gemeinde Mana) angesiedelt. Dank ihres Fleißes erarbeiten sie sich innerhalb weniger Jahrzehnte einen gewissen Wohlstand. Sie ernten bis zu 90 % des im Land verkauften Obstes und Gemüses.
Ende des Jahres 2009 begann Thailand, unter heftigen internationalen Protesten, über 4000 im Exil lebende Hmong aus dem Flüchtlingslager Huay Nam Khao in der Provinz Phetchabun nach Laos zurückzuführen. Dies ist besonders kritisch zu betrachten, da die Hmong in ihrer Heimat als „Amerikas vergessene Krieger“ gelten und von den Militärs der Volksrepublik Laos verfolgt werden. Vor allem die USA protestierten gegen die Ausweisung, weigerten sich jedoch, selbst Flüchtlinge aufzunehmen. Der Hmong-Konflikt in Laos dauert bis heute an.
Eine wichtige Rolle bei den die Hmong-Flüchtlingen spielte der buddhistische Tempel Wat Tham Krabok (Thailändische Sprache: วัดถ้ำกระบอก) in der thailändischen Provinz Saraburi. Der Abt des Tempels, Luang Por Chamroon, gestattete es Flüchtlingen sich auf dem Grundstück des Tempels niederzulassen, um so der Abschiebung zu entgehen. Bis zu 15.000 Hmong und laotische Flüchtlinge wurden in diesem Tempelkomplex beherbergt und versorgt. Auf dem Tempelgrundstück mit einem Quadratkilometer Fläche entstand ein großes Flüchtlingslager. Nachdem Anfang der 1990er-Jahre andere Flüchtlingslager in Thailand geschlossen wurden und die Ausweisung der Flüchtlinge nach Laos drohte, nahm der Tempel weitere Flüchtlinge auf. Die Bevölkerung des Tempels stieg auf zwischen 30.000 und 35.000 Personen an. Nach einem langen politischen Tauziehen nahm die USA 2004 die meisten Flüchtlinge in ihr Land auf. Nur wenige wurden nach Laos zurückgeschickt.

## Siedlungsgebiet

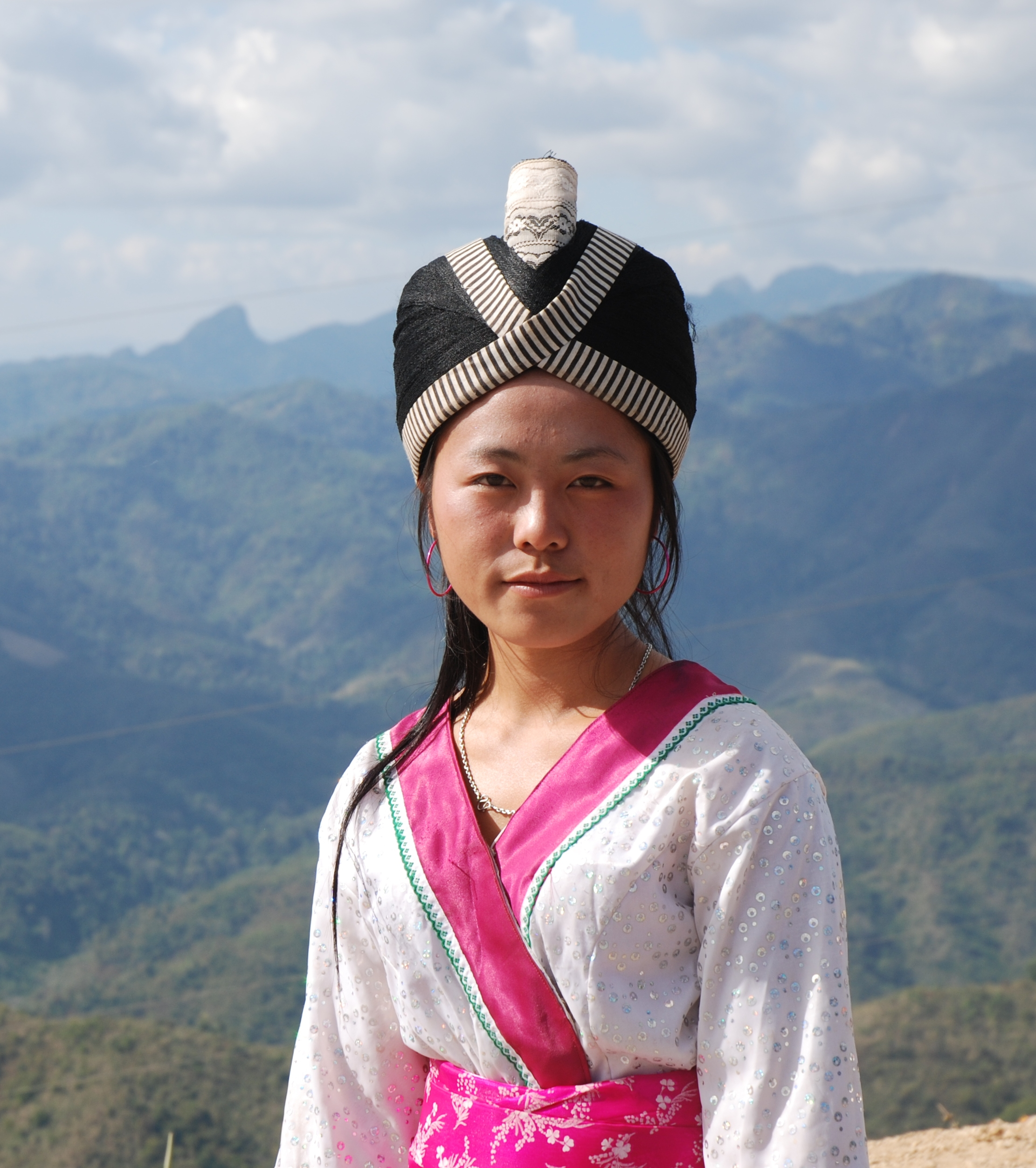
Angehörige der Hmong in Nordlaos

Die Miao leben als offiziell anerkannte „Nationalität“ in der Volksrepublik China. Ihre Zahl dort liegt deutlich über neun Millionen. Siehe Hauptartikel: Miao.
Die Siedlungsgebiete der Hmong in Asien sind:
- China: Die in China lebenden Angehörigen dieser Volksgruppe werden dort als Teil der größeren Miao-Nationalität betrachtet, der 9.426.000 Menschen angehören (Zensus 2010), etwa ein Drittel darunter kann als Hmong betrachtet werden (vorwiegend in den Provinzen Guizhou, Sichuan, Guangxi und Yunnan);[29]
- Vietnam: 1.068.189 Menschen (Zensus 2009);
- Laos: 450.000 (2005);
- Thailand: 150.000;
- Myanmar: genaue Zahl unbekannt, aber deutlich weniger als in Thailand.

An die fünf Prozent der Hmong leben außerhalb Asiens, vorwiegend infolge von Flucht und Vertreibung aus Laos nach dem Ende des Bürgerkriegs:
- USA: 260.073 (Zensus 2010);
- Frankreich: ca. 10.000;[30]
- Französisch-Guayana: ca. 2.100[25] bis 3.000;[30]
- Australien: ca. 2.000;[30]
- Kanada: ca. 800;[30]
- Argentinien: etwa 100;
- Deutschland: etwa 80[30] (vorwiegend in Gammertingen, Baden-Württemberg)[31]

## Kultur
„Eine Familie zu haben bedeutet glücklich zu sein. Keine zu haben, bedeutet verloren zu sein.“

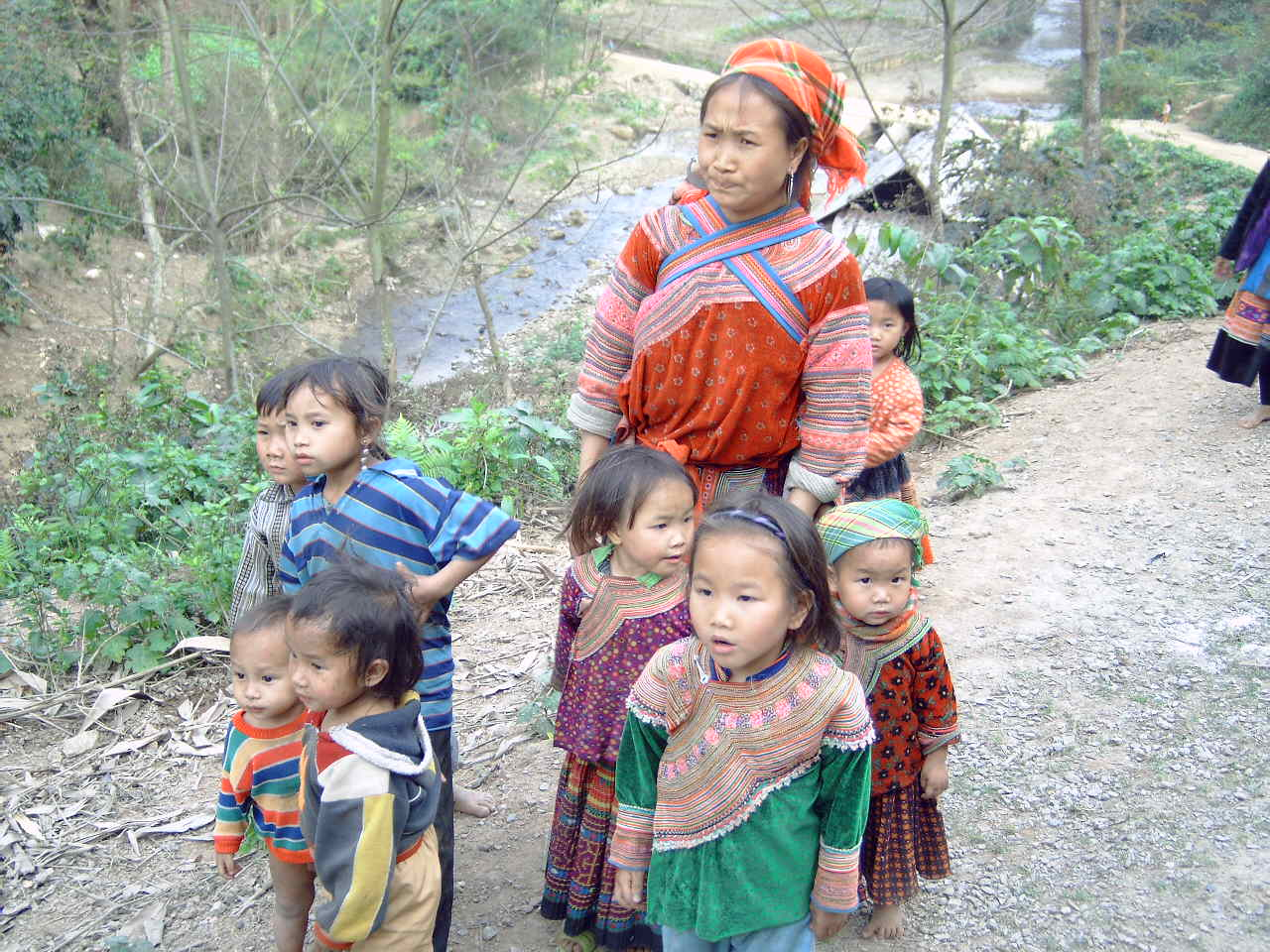
Mutter mit Kindern

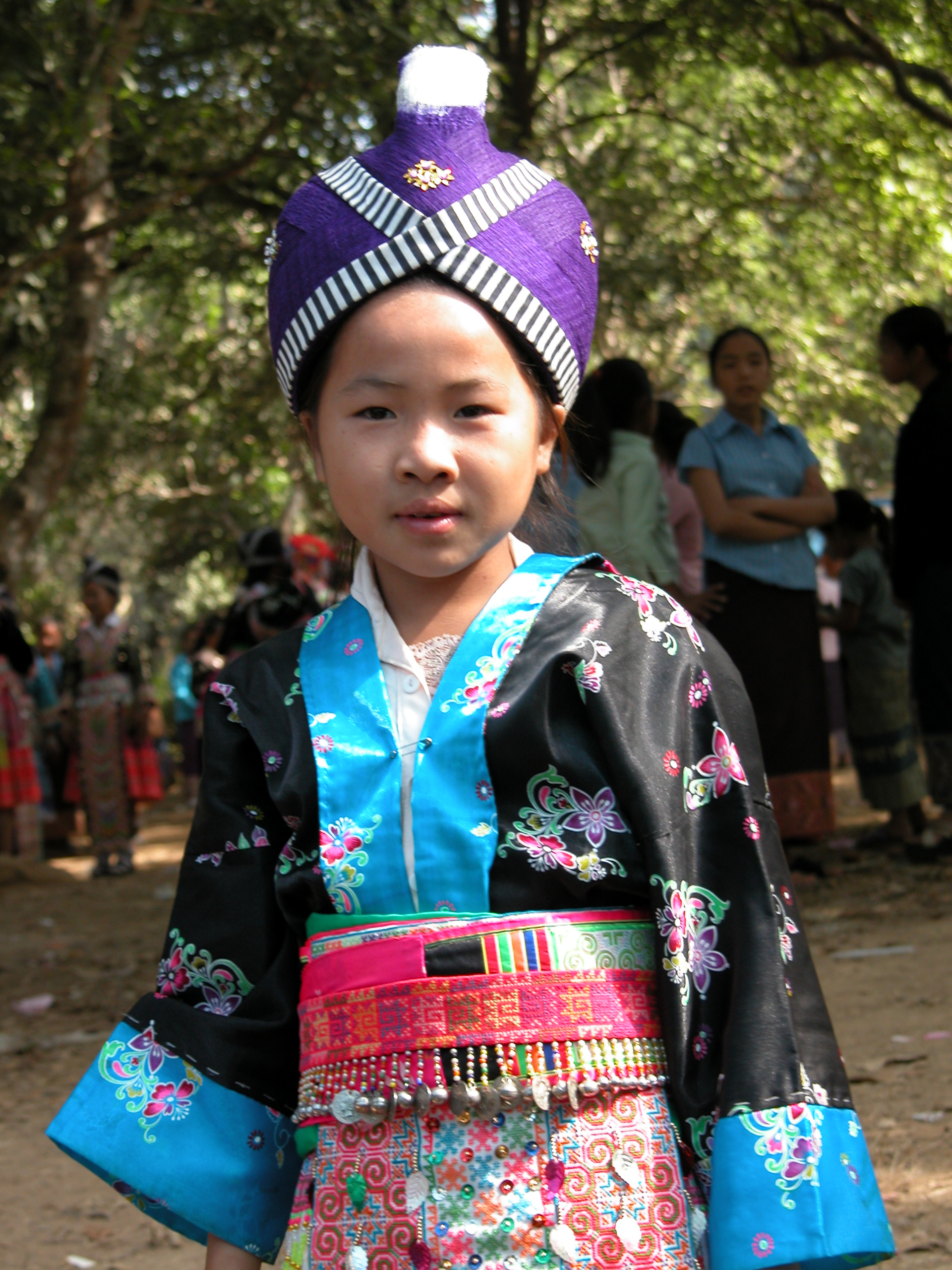
Festlich gekleidetes Kind

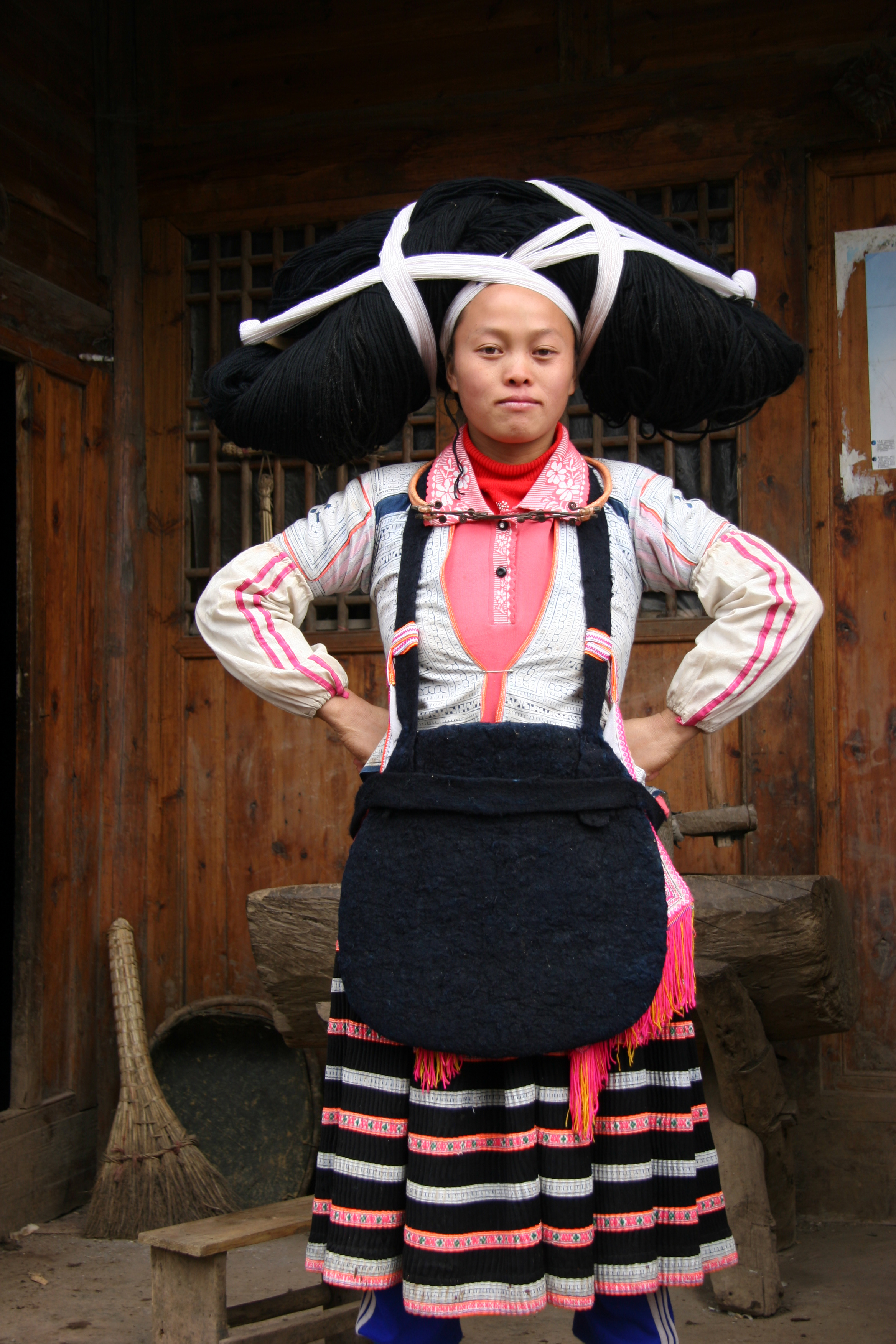
Chinesische Miao

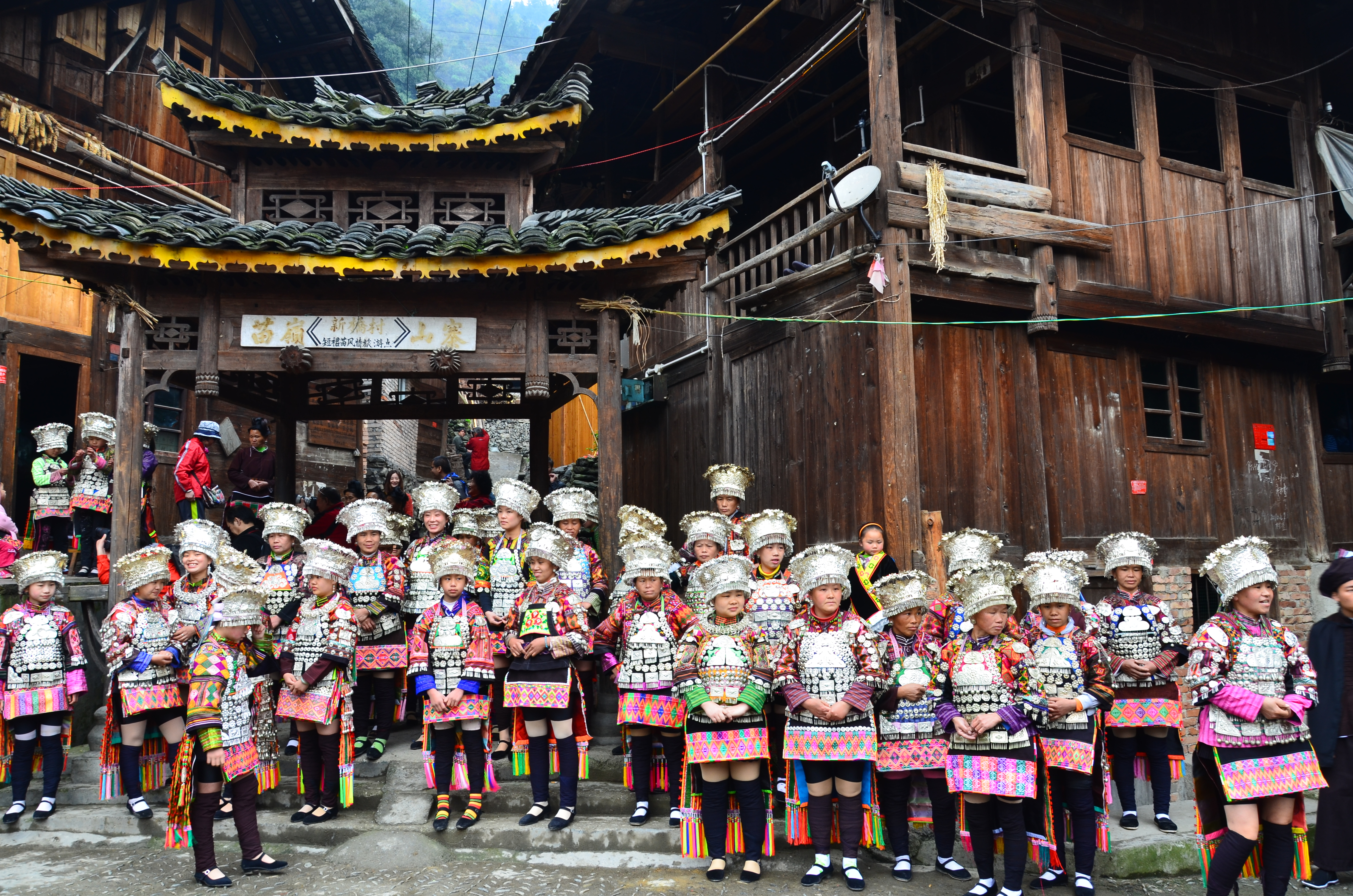
Schwester-Festival

Dieses Sprichwort der Hmong verdeutlicht die Rolle der Familie und das Familienleben in der Kultur der Hmong. Sozial- und Familienzusammenhalt sind das Wichtigste in der Kultur der Hmong und nehmen daher eine wesentlich höhere Bedeutung als in westlichen Kulturen ein. Das ist auch der Grund, warum jeder Hmong einem Volksstamm angehört. Der Stamm ist ein Zusammenschluss aus mehreren Familien, der dafür sorgen soll, dass soziale Bindungen, Sicherheit, Wohlergehen und nicht zuletzt Machtpositionen der Gruppe gefestigt werden. Die Zugehörigkeit zu einem Stamm wird mit der Geburt festgelegt. Lediglich weibliche Hmong können die Zugehörigkeit zu einem Stamm durch Einheiraten wechseln.
Hochzeiten zwischen Angehörigen des gleichen Stammes sind nicht üblich, wohl auch, um Inzucht vorzubeugen. In der Regel heiratet dabei ein Mann so viele Frauen, wie er ernähren kann. Stammesmitglieder bezeichnen sich untereinander als Geschwister. Benötigt ein Mitglied Hilfe, so wird ihm diese von seinem Stamm gestellt, auch wenn keine persönliche Beziehung zwischen den Betroffenen bestehen sollte.
Die Familie ist die wichtigste Institution im Leben der Hmong. Verantwortung und Autorität einzelner Familienangehöriger sind altersabhängig. Je älter eine Person ist, desto mehr Autorität besitzt sie. Entscheidungen der Familienältesten werden daher – im Gegensatz zu Entscheidungen anderer Stammesangehöriger – immer hingenommen und nicht hinterfragt. In dieses System gehört auch, dass sich jedes ältere Kind für das nächstjüngere innerhalb der Familie zu verantworten hat. Letztendlich ist bei dieser Art der Pflichtenverteilung das älteste Kind für alle jüngeren vor seinen Eltern verantwortlich. Im gesellschaftlichen Kontext haben Eltern daher weniger Einzelverantwortung für ihre Kinder als in anderen menschlichen Ordnungssystemen.
Jedes Familienmitglied hat eine spezielle Funktion auszufüllen. Dies gilt auch für die Ältesten, denn diese werden wegen ihrer großen Lebenserfahrung geschätzt. Ratschläge werden daher zumeist bei den Großeltern eingeholt. Diese und die anderen Ältesten helfen auch bei der Kindererziehung.
Traditionell sind die Männer und ihre ältesten Kinder für die Nahrungsbeschaffung zuständig. Dazu gehen sie entweder jagen oder betreiben Landwirtschaft.
Außer Näharbeiten müssen sich die Frauen um eventuell vorhandene Tiere kümmern. Weiterhin müssen sie alle anfallenden Arbeiten erledigen, die ihnen von ihren Männern oder engeren Verwandten aufgetragen werden.
Von größter Bedeutung für das Weiterleben der Seele im Jenseits ist die korrekte Durchführung der Beerdigungszeremonie, die mehrere Tage dauert. Hierbei sendet ein Spieler der Mundorgel Qeej in Musik übertragene sprachliche Botschaften an die Seele des Verstorbenen. Die musikalische Tradition der Qeej wird als identitätsstiftendes Kulturgut auch in der Diaspora bewahrt.
Zusätzlich sind die Hmong bekannt für ihre Stickereikunst und die traditionellen Liebeslieder.

## Sprache
Die Sprachen der Hmong gehören zur Sprachgruppe der Hmong-Mien-Sprachen (Miao-Yao-Sprachen). Es gibt mehrere Schriftsprachen.
Chinesische Wissenschaftler zählen die Miao-Yao-Sprachen in der Regel zur Sprachfamilie der sinotibetischen Sprachen, westliche Linguisten sehen die Miao-Yao-Sprachen aber als eine eigene Sprachgruppe.